# 미평역
미평역(Mipyeong station, 美坪驛)은 전라남도 여수시 미평동에 위치하였던 전라선의 역이다.
2011년 4월 5일에 순천 - 여수 구간 선로 이설로 공식 폐역되었다.
폐역 이후의 역사는 골프장으로 바뀌었다.

## 연혁
- 1930년 12월 25일 : 보통역으로 영업 개시[1]
- 1930년 12월 31일 : 역사신축
- 1977년 5월 16일 : 수소화물 취급 중지[2]
- 1994년 5월 17일 : 컨테이너야드 조성
- 1994년 5월 30일 : 컨테이너 화물 한 화물취급 지정[3]
- 1999년 5월 13일 : 현 역사 신축 완공
- 2005년 9월 30일 : 화물 취급 중지
- 2011년 4월 5일 : 순천 - 여수 구간 선로 이설로 폐역[4]